# Pictetia jussiaei
Pictetia jussiaei är en ärtväxtart som beskrevs av Dc. Pictetia jussiaei ingår i släktet Pictetia och familjen ärtväxter. Inga underarter finns listade i Catalogue of Life.